# 부유선광

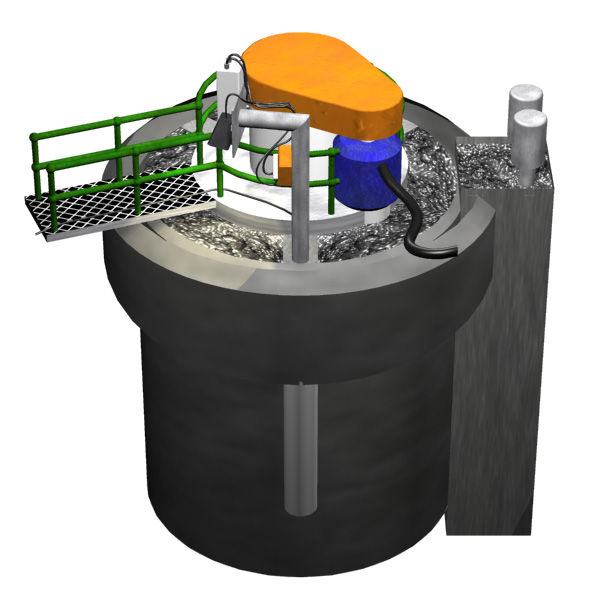
거품 표면의 이미지 분석에 사용되는 카메라와 조명이 있는 원통형 부유선광조의 다이어그램.

부유선광(froth flotation)은 소수성 물질을 친수성 물질로부터 선택적으로 분리하는 공정이다. 이는 광물 가공, 종이 재활용 및 폐수 처리 산업에서 사용된다. 역사적으로 이는 광업에서 처음 사용되었으며, 20세기 주요 기술 중 하나였다. 이는 "황화물 광물 회수 및 업그레이드에 사용되는 가장 중요한 단일 작업"으로 묘사되어 왔다. 거품 부유선광의 개발은 구리 및 납 함유 광물과 같은 귀중한 광물의 회수를 향상시켰다. 기계화된 채굴과 함께, 이는 이전에 가능했던 것보다 훨씬 낮은 등급의 광석에서 귀중한 금속을 경제적으로 회수할 수 있게 했다.

## 산업
부유선광은 광범위한 분리 작업에 적용된다. 매년 약 10억 톤의 물질이 이러한 방식으로 처리되는 것으로 추정된다.

### 광물 가공

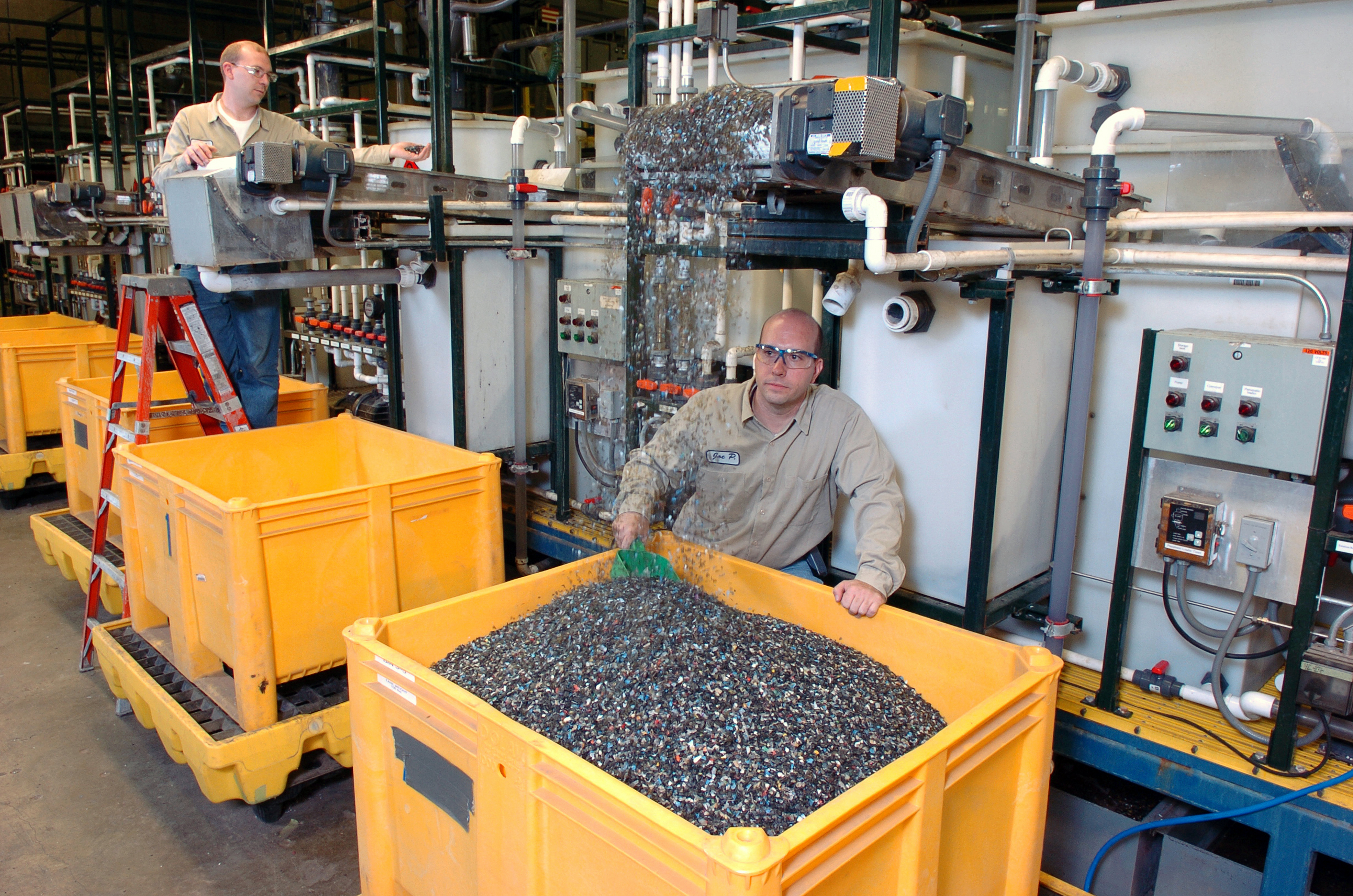
플라스틱을 분리하기 위한 부유선광, 아곤 국립 연구소

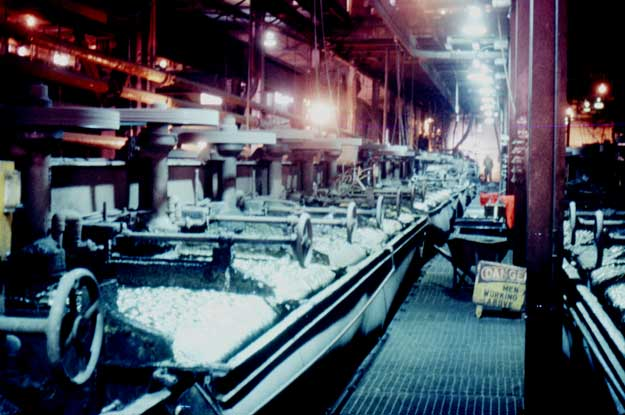
온타리오 주 팔콘브리지에서 구리와 니켈 황화 광물을 농축하기 위한 부유선광조.

부유선광은 광물과 맥석 사이의 소수성 차이를 이용하여 광물을 분리하는 공정이다. 귀중한 광물과 폐기물 맥석 간의 소수성 차이는 계면활성제와 습윤제를 사용하여 증가된다. 부유선광 공정은 추가 정제 전에 광범위한 황화물, 탄산염 및 산화물을 분리하는 데 사용된다. 인산염과 석탄도 부유선광 기술로 업그레이드(정제)된다. "등급-회수 곡선"은 고등급 정광 생산과 비용 간의 상충 관계를 측정하는 도구이다. 이 곡선은 특정 공급 등급 및 공급 속도의 등급-회수 관계만 비교한다.

### 폐수 처리
부유선광 공정은 산업 폐수 처리 시설에서도 널리 사용되며, 폐수에서 지방, 기름, 그리스 및 부유 물질을 제거한다. 이러한 장치를 용존 공기 부유선광 (DAF) 장치라고 한다. 특히, 용존 공기 부유선광 장치는 정유공장, 석유화학제품 및 화학 공장, 천연 가스 처리 공장 및 유사한 산업 시설의 폐수 폐수에서 기름을 제거하는 데 사용된다.

## 작동 원리
처리할 광석은 입자로 분쇄된다(분쇄(광물가공)). 이상적인 경우, 개별 광물은 물리적으로 분리되며, 이는 완전 해방으로 알려진 공정이다. 입자 크기는 일반적으로 지름 2–500 마이크로미터 범위이다. 부유선광을 위해, 분쇄된 광석의 수성 슬러리는 거품제와 함께 처리된다. 예를 들어, 방연석(황화 납)을 섬아연석(황화 아연)으로부터 분리하기 위한 부유선광에서 집광제로 에틸 크산틴산 나트륨이 사용된다. 크산틴산 음이온의 극성 부분은 광석 입자에 부착되고 비극성 탄화수소 부분은 소수성 층을 형성한다. 입자는 공기 방울에 의해 수면으로 운반된다. 효율적인 분리를 위해 광석 1미터톤당 약 300 그램이 필요하다. 크산틴산염에서 탄화수소 사슬의 길이가 증가함에 따라 소수성 작용의 효율성은 증가하지만, 광석 유형에 대한 선택성은 감소한다. 사슬은 에틸 크산틴산 나트륨에서 가장 짧아 구리, 니켈, 납, 금 및 아연 광석에 대한 선택성이 매우 높다. 수소 이온 농도 지수 7-11의 수용액(10%)이 일반적으로 공정에서 사용된다. 소수성 입자와 친수성 입자의 이 슬러리(더 정확히는 펄프)는 거품을 생성하기 위해 통기되는 부유선광조라고 알려진 탱크로 도입된다. 소수성 입자는 공기 방울에 부착되어 표면으로 떠올라 거품을 형성한다. 거품은 조에서 걷어내어져 대상 광물의 정광("농축물")을 생성한다.
거품으로 뜨지 않는 광물은 부유선광 찌꺼기 또는 부유선광 잔류물이라고 불린다. 이러한 찌꺼기는 처음 뜨지 않은 귀중한 입자를 회수하기 위해 추가 부유선광 단계를 거칠 수도 있다. 이를 스캐빈징이라고 한다. 스캐빈징 후 최종 찌꺼기는 일반적으로 광산 매립 또는 장기 저장을 위한 광미 처리 시설로 펌프질되어 처분된다.
부유선광은 일반적으로 대상 광물 또는 광물의 회수율과 정광 내 해당 광물의 농도를 극대화하는 동시에 에너지 투입을 최소화하기 위해 여러 단계로 수행된다.

### 부유선광 단계
첫 번째 단계는 러핑(roughing)이라고 불리며, 러퍼 농축물을 생산한다. 목표는 가능한 한 거친 입자 크기로 귀중한 광물을 최대한 많이 제거하는 것이다. 분쇄에는 에너지가 소모된다. 목표는 귀중한 광물에서 충분한 맥석을 분리하여 높은 회수율을 얻는 것이다. 일부 정광 공장에서는 탄소질 먼지와 같은 저밀도 불순물을 제거하기 위해 사전 부유선광 단계를 사용한다. 러퍼 농축물은 세척(cleaning)이라고 알려진 공정에서 거품에 포함된 원치 않는 광물을 더 많이 제거하기 위해 추가 부유선광 단계를 거친다. 결과물은 종종 추가 분쇄(일반적으로 재분쇄라고 불림)를 거친다. 재분쇄는 종종 아이사밀과 같은 전문 재분쇄기에서 수행된다. 러퍼 부유선광 단계는 종종 러퍼 광미에 적용되는 스캐빈저 부유선광 단계가 뒤따르며, 이는 대상 광물을 추가로 회수하기 위함이다.

## 부유선광의 과학
주어진 광석 슬러리에서 효과적이기 위해, 채집제는 분리될 입자 유형의 선택적 젖음을 기반으로 선택된다. 좋은 채집제는 입자 유형 중 하나와 물리적 또는 화학적으로 흡착될 것이다. 입자에 대한 계면활성제의 습윤 활동은 원칙적으로 액체/기포 계면의 접촉각을 측정함으로써 정량화될 수 있다. 기포가 입자에 부착되는 또 다른 중요한 측정은 유도 시간인데, 이는 입자와 기포를 분리하는 얇은 막이 파괴되는 데 필요한 시간이다. 이 파괴는 입자와 기포 사이의 표면 힘에 의해 달성된다.
기포-입자 부착 메커니즘은 복잡하지만, 충돌, 부착 및 분리의 세 단계로 구성되는 것으로 간주된다. 충돌은 입자가 기포의 충돌 튜브 내에 있을 때 발생하며, 이는 기포의 속도와 기포의 반경에 영향을 받는다. 충돌 튜브는 입자가 기포와 충돌할 영역에 해당하며, 충돌 튜브의 둘레는 스치듯이 지나가는 궤적에 해당한다.
입자가 기포에 부착되는 것은 입자와 기포의 유도 시간에 의해 제어된다. 입자와 기포는 결합해야 하며, 이는 입자와 기포가 서로 접촉하는 시간이 필요한 유도 시간보다 길 때 발생한다. 이 유도 시간은 유체 점도, 입자 및 기포 크기, 그리고 입자와 기포 사이의 힘에 영향을 받는다.
입자와 기포의 분리는 표면 장력에 의해 가해지는 힘이 전단력과 중력에 의해 초과될 때 발생한다. 이러한 힘은 복잡하며 셀 내에서 다양하다. 높은 전단력은 기계적 부유선광조의 임펠러 근처에서 경험될 것이며, 대부분의 중력은 부유선광 칼럼의 집합 및 세척 구역에서 경험될 것이다.
미세 입자의 동반은 이러한 입자들이 낮은 충돌 효율과 슬라이밍 및 입자 표면의 분해를 경험하기 때문에 발생한다. 조대 입자는 낮은 해방 및 높은 분리 효율로 인해 귀중한 광물의 회수율이 낮다.

## 부유선광 장비

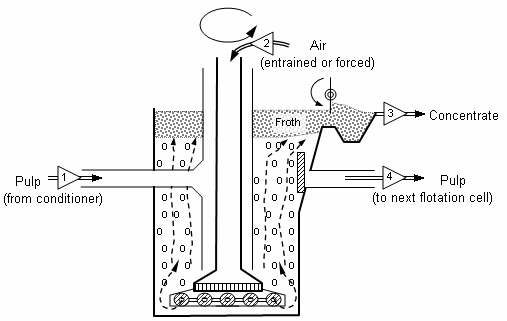
부유선광조 다이어그램. 번호가 매겨진 삼각형은 스트림 흐름 방향을 보여준다. 펄프[1]라고 불리는 광석과 물의 혼합물이 컨디셔너에서 셀로 들어와 셀 바닥으로 흐른다. 공기[2] 또는 질소는 수직 임펠러를 통해 아래로 통과하며, 여기서 전단력이 공기 흐름을 작은 기포로 분리한다. 광물 농축 거품은 셀 상단[3]에서 수집되며, 펄프[4]는 다른 셀로 흐른다.

부유선광은 직사각형 또는 원통형의 기계적으로 교반되는 셀 또는 탱크, 부유선광 칼럼, 제임슨 셀 또는 탈묵 부유선광 기계에서 수행될 수 있다. 공기 흡수 방식에 따라 분류하면, 공압식 및 기계식 기계의 두 가지 distinct 그룹의 부유선광 장비가 생겨났다고 말할 수 있다. 일반적으로 공압식 기계는 저품위 농축물을 제공하고 운영상의 문제가 거의 없다.

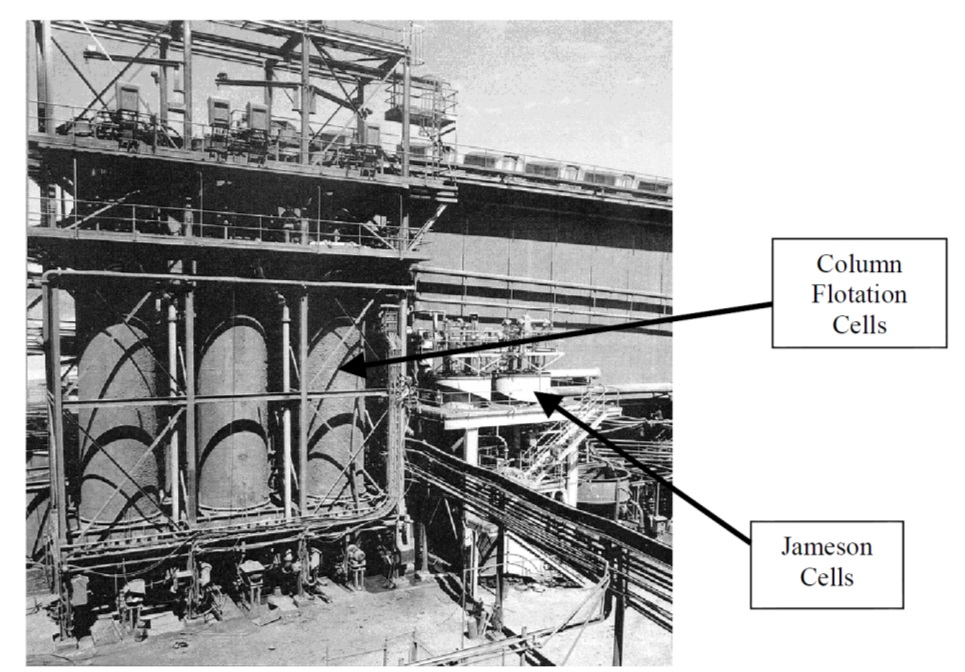
유사한 용량의 부유선광 칼럼과 제임슨 셀의 크기 비교.

기계식 셀은 혼합 탱크 바닥에 큰 믹서와 확산 메커니즘을 사용하여 공기를 도입하고 혼합 작용을 제공한다. 부유선광 칼럼은 스파저를 사용하여 높은 칼럼 바닥에 공기를 도입하고 위에 슬러리를 도입한다. 아래로 흐르는 슬러리와 위로 흐르는 공기의 역류 운동은 혼합 작용을 제공한다. 기계식 셀은 일반적으로 처리량이 높지만 품질이 낮은 물질을 생산하는 반면, 부유선광 칼럼은 일반적으로 처리량이 낮지만 품질이 높은 물질을 생산한다.
제임슨 셀은 임펠러나 스파저를 사용하지 않고, 대신 다운코머에서 슬러리를 공기와 결합시켜 높은 전단력을 통해 기포와 입자가 접촉하는 데 필요한 난류 조건을 생성한다.

## 부유선광 화학물질

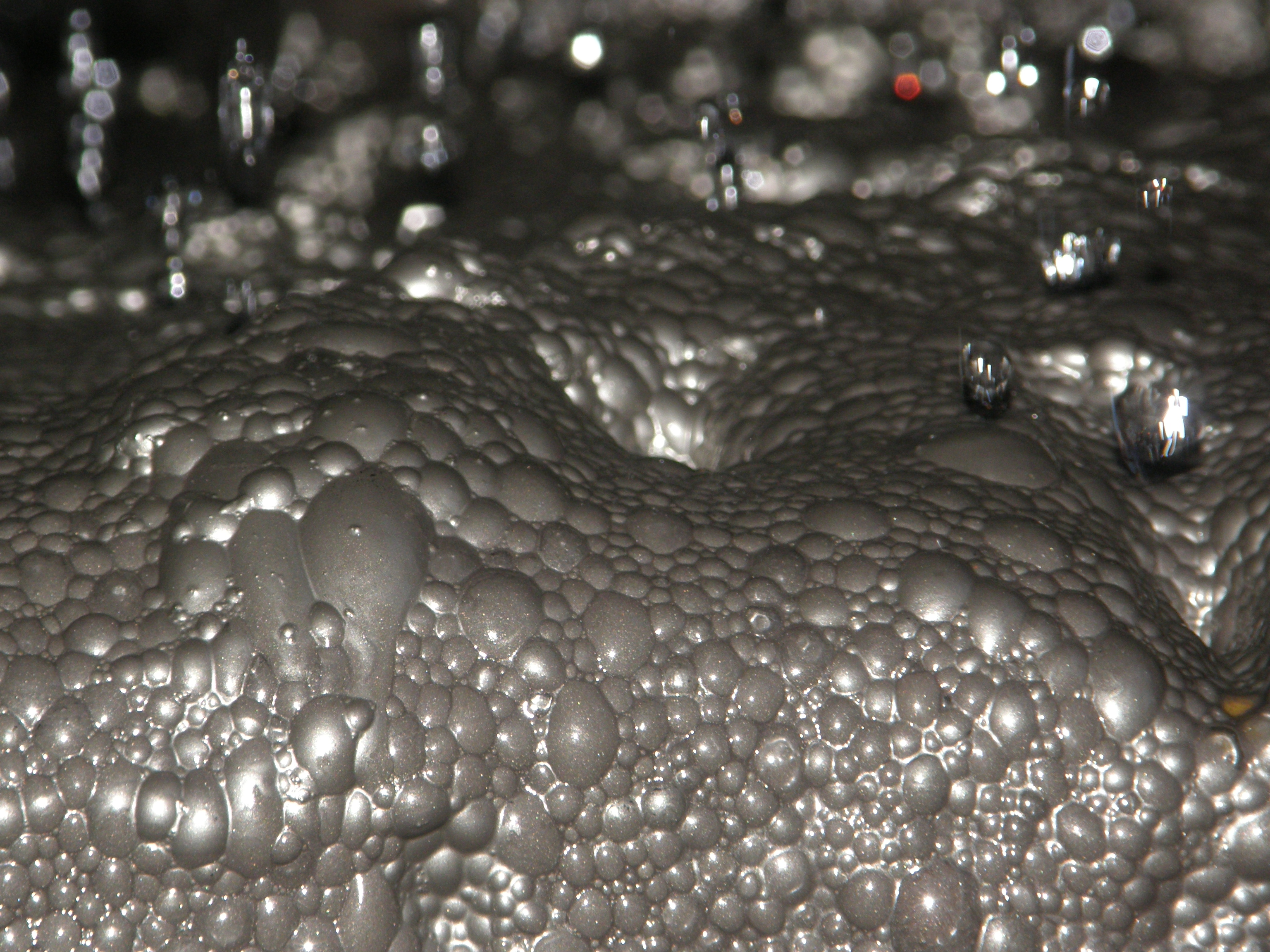
부유선광조의 황화구리 거품

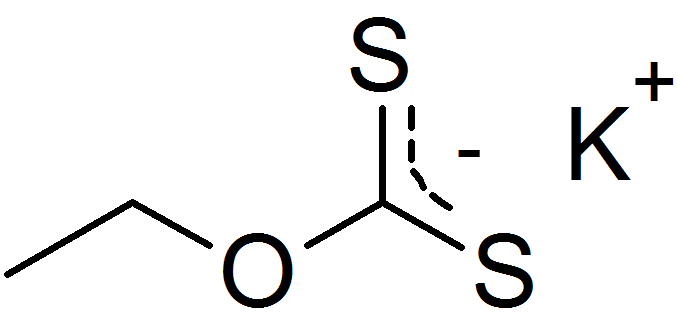
에틸 크산틴산 칼륨은 황화 광물에 널리 사용되는 집광제이다.

### 집광제
많은 광석(예: 구리, 몰리브덴, 텅스텐, 니켈 광석)의 경우, 집광제는 음이온성 황 리간드이다. 특히 황화 광물에 인기가 있는 것은 크산틴산염 염으로, 크산틴산 아밀 칼륨(PAX), 크산틴산 이소부틸 칼륨(PIBX), 에틸 크산틴산 칼륨(KEX), 크산틴산 이소부틸 나트륨(SIBX), 크산틴산 이소프로필 나트륨(SIPX), 에틸 크산틴산 나트륨(SEX)이 포함된다. 관련 집광제로는 관련 황 기반 리간드인 다이티오포스페이트, 다이티오카르바메이트가 있다. 다른 집광제 종류에는 싸이오요소 티오카르바닐라이드가 포함된다. 지방산 카르복실산염, 알킬 황산염 및 알킬 술폰산염도 산화 광물에 사용되어 왔다.
일부 광물(예: KCl용 실비나이트)의 경우, 지방족 아민이 집광제로 사용된다.

### 거품제
다양한 화합물이 거품을 안정화시키기 위해 첨가된다. 이러한 첨가제에는 송진유와 다양한 알코올: 메틸 이소부틸 카르비놀(MIBC), 폴리글리콜, 크실레놀(크레실산)이 포함된다.

### 억제제
한 판매업체에 따르면, 억제제는 "하나의 광물이 집광제와 상호작용하는 것을 선택적으로 억제함으로써 부유선광 공정의 효율을 높인다." 따라서 전형적인 분쇄 광석 시료는 많은 성분으로 구성되어 있으며, 이 중 하나 또는 소수만이 집광제의 표적이다. 억제제는 이러한 다른 성분에 결합하여 집광제가 낭비되는 것을 방지한다. 억제제는 특정 광석에 따라 선택된다. 전형적인 억제제는 녹말, 폴리페놀, 양잿물 및 석회이다. 이들은 저렴하고 일반적으로 산소가 풍부하다.

### 조정제
분리 공정을 최적화하기 위해 다양한 다른 화합물이 첨가되는데, 이러한 첨가제를 조정제라고 한다. 조정 시약은 광물 표면 또는 부유선광 펄프 내 집광제 및 기타 이온과 반응하여 변형 및 제어된 부유선광 반응을 유도한다.
- 수소 이온 농도 지수 조정제에는 생석회(CaO로 사용되거나, 더 흔하게는 소석회인 Ca(OH)2 슬러리로 사용됨)[9], 소다회(Na2CO3), 가성소다(NaOH), 황산 및 염산(H2SO4, HCl)이 포함된다.
- 음이온성 조절제에는 인산염, 규산염 및 탄산염이 포함된다.
- 유기 조절제에는 증점제인 덱스트린, 녹말, 접착제 및 카르복시메틸셀룰로스(CMC)가 포함된다.

## 특정 응용 분야

### 황화광
1907년 이전에는 미국에서 채굴되는 구리 중 거의 전부가 지하 광맥에서 나왔으며, 평균 구리 함량은 2.5퍼센트였다. 1991년에는 미국에서 채굴되는 구리 광석의 평균 등급이 0.6퍼센트로 떨어졌다.

### 비황화 광석
부유선광은 염화 나트륨 및 점토 광물로부터 염화 칼륨을 정제하는 데 사용된다. 분쇄된 광물은 지방족 암모늄 염의 존재 하에 염수에 현탁된다. 암모늄 머리 그룹과 K+는 이온 반경이 매우 유사하기 때문에(각각 약 0.135, 0.143 nm), 암모늄 중심은 NaCl 입자가 아닌 KCl 입자의 표면 칼륨 위치와 교환된다. 그런 다음 긴 알킬 사슬은 입자에 소수성을 부여하여 거품을 형성할 수 있도록 한다.

### 재활용 종이 탈묵을 위한 화합물
부유선광은 재활용 종이를 회수하는 데 사용되는 공정 중 하나이다. 제지 산업에서 이 단계를 탈묵 또는 단순히 부유선광이라고 부른다. 목표는 재활용 종이에서 소수성 오염 물질을 분리하고 제거하는 것이다. 오염 물질은 주로 인쇄 잉크와 스티키(제지)이다. 일반적으로 3, 4 또는 5개의 부유선광조가 직렬로 연결된 2단계 시스템으로 구성된다.
- 수소 이온 농도 지수 조절: 규산 나트륨 및 수산화 나트륨
- 칼슘 이온 공급원: 센물, 석회 또는 염화 칼슘
- 집광제: 지방산, 지방산 유화액, 지방산 비누 및 유기변성 실록세인[13]

## 환경적 고려사항
연간 수백만 톤 규모로 오랫동안 수행되어 온 모든 기술과 마찬가지로, 부유선광 기술은 광업으로 인한 혼란 외에도 환경을 위협할 가능성이 있다. 부유선광은 많은 유기 화학 물질을 사용하며 정교한 기계 장치에 의존한다. 일부 화학 물질(시안화물)은 급성 독성을 띠지만 무해한 생성물로 가수분해된다. 자연 발생 지방산은 널리 사용된다. 광미와 폐수는 늘어선 연못에 담겨 있다. 부유선광은 플라스틱과 금속 재활용, 그리고 수처리를 포함하여 "환경 현장 정화 작업에서의 잠재적인 유용성으로 인해 활동 증가가 예상된다."

## 역사
부유선광 공정은 고대 그리스 및 페르시아 문헌에 기술되어 있다. 19세기 후반에는 공정의 기본 원리가 느린 진화 단계를 통해 발견되었다. 20세기 첫 10년 동안, 오일, 거품 및 교반에 대한 보다 빠른 연구를 통해 입증된 작업장 적용, 특히 호주 브로큰힐에서 "거품 부유선광"으로 알려진 기술 혁신이 이루어졌다. 20세기 초, 거품 부유선광은 광물 가공에 혁명을 가져왔다.
처음에는 지방산 및 오일과 같은 자연 발생 화학 물질이 귀중한 광물의 소수성을 증가시키기 위해 대량으로 부유선광 시약으로 사용되었다. 그 이후로 이 공정은 광범위한 분리 대상 물질에 적용되었으며, 계면활성제 및 합성 화합물을 포함한 추가적인 집광제가 다양한 응용 분야에 채택되었다.

### 19세기
영국인 윌리엄 헤인즈는 1860년에 오일을 사용하여 황화물과 맥석 광물을 분리하는 공정 특허를 받았다. 후대의 작가들은 헤인즈의 특허를 최초의 "대량 오일 부유선광" 특허로 지적했지만, 현장 테스트나 상업적으로 사용되었다는 증거는 없다. 1877년 독일 드레스덴의 베셀 형제(아돌프와 아우구스트)는 흑연 추출을 위한 상업적으로 성공적인 오일 및 거품 부유선광 공정을 도입했는데, 일부에서는 이를 거품 부유선광의 뿌리로 여긴다. 그러나 베셀 공정은 스리랑카에서 고품위 흑연이 발견된 후 경제성이 떨어져 거의 잊혀졌다.
필라델피아의 발명가 히즈키아 브래드포드는 "광석 분리 시 부유 물질을 회수하는 방법"을 발명하고 1886년 7월 20일 미국 특허 번호 345951을 받았다. 그는 나중에 1893년에 현재 석탄 산업에서 사용되는 브래드포드 브레이커의 특허를 받을 것이다. 1870년에 특허를 받은 그의 "브래드포드 세척기"는 비중에 따라 철, 구리 및 납-아연 광석을 농축하는 데 사용되었지만, 농축 과정에서 일부 금속이 부유하여 손실되었다. 1886년 특허는 표면 장력을 사용하여 이 "부유물"을 포착하기 위한 것이었으며, 오일 거품 부유선광에 의해 가려진 최초의 표면 부유선광 공정 특허였다.
1886년 8월 24일, 캐리 에버슨은 오일과 함께 산 또는 염을 요구하는 공정 특허를 받았다. 이는 공정 역사에서 중요한 진전이었다. 1890년까지 에버슨 공정 테스트는 콜로라도 주 조지타운과 실버 클리프, 오리건 주 베이커에서 이루어졌다. 그녀는 남편의 사망으로 작업을 중단했으며, 상업적으로 성공적인 공정을 완성하기 전이었다. 나중에 1910년대에 다양한 특허의 유효성을 둘러싼 법적 분쟁이 최고조에 달했을 때, 에버슨의 특허는 종종 최초의 부유선광 특허로 지적되었다. 이는 후속 경쟁자들이 그 공정을 다시 특허받을 수 없다는 것을 의미했을 것이다. 최근 역사가 던 번약에 의해 많은 혼란이 해소되었다.

### 최초의 상업적 부유선광 공정
황화물 광물에 대해 일반적으로 인정되는 최초의 상업적으로 성공적인 부유선광 공정은 형인 스탠리와 함께 개발에 참여한 프랭크 엘모어가 발명했다. 북웨일스 돌겔라우 근처 야넬티드의 글라스디르 구리 광산은 1896년 엘모어 형제가 아버지 윌리엄과 함께 매입했다. 1897년, 엘모어 형제는 글라스디르 광산에 세계 최초의 산업 규모 상업용 광물 정광 부유선광 공정을 설치했다. 이 공정은 거품 부유선광이 아니라 오일을 사용하여 분쇄된 황화물을 응집시켜(공처럼 만들어) 표면으로 떠오르게 하는 방식이었고, 1898년에 특허를 받았다(1901년 개정). 이 작업과 공정은 1900년 4월 25일 영국 광업 및 야금학회(Institution of Mining and Metallurgy of England)의 거래에서 설명되었으며, 1900년 6월 23일 뉴욕시의 Engineering and Mining Journal에 주석과 함께 재인쇄되었다. 이때 그들은 공기 방울이 오일이 광물 입자를 운반하는 데 도움을 주는 중요성을 인식했다. 공정 개선을 위한 수정이 이루어지면서 노르웨이에서 호주에 이르는 비철 금속 광석에 성공적으로 적용되었다.
엘모어스는 전 세계적으로 공정의 상업적 사용을 촉진하기 위해 Ore Concentration Syndicate Ltd라는 회사를 설립했다. 1900년, 캘리포니아 버클리의 찰스 버터스는 웨일스 야넬티드에서 시연을 본 후 엘모어 공정에 대한 미국 권리를 획득했다. 청화제련법 전문가인 버터스는 솔트레이크시티의 둘리 빌딩 지하실에 엘모어 공정 공장을 건설하고, 지역 전역의 금 광석에 대해 오일 공정을 테스트했으며, 유타주 틴틱 지구의 매머스 금 제련소의 광미를 테스트했지만 성공하지 못했다. 버터스의 명성과 그의 실패 소식, 그리고 브리티시컬럼비아주 로스랜드의 르루아 금 광산에서의 실패한 시도 때문에 엘모어 공정은 북미에서 거의 무시되었다.
다른 곳, 특히 오스트레일리아 브로큰힐에서 미네랄스 세퍼레이션에 의해 진행된 개발은 수십 년간의 치열한 법적 분쟁과 소송(예: 미네랄스 세퍼레이션 대 하이드)으로 이어졌고, 결국 엘모어스는 엘모어 공정이 더 발전된 기술에 의해 대체되면서 패소했다. 또 다른 부유선광 공정은 1901년 호주에서 찰스 빈센트 포터에 의해, 그리고 거의 동시에 기욤 다니엘 델프라트에 의해 독립적으로 발명되었다. 포터는 양조업자이자 화학자였으며, 맥주 거품이 맥주 속 침전물을 떠오르게 하는 방식에서 영감을 받았을 가능성이 있다. 이 공정은 오일을 사용하지 않고, 펄프에 산을 도입하여 생성되는 기체에 의한 부유선광에 의존했다. 1903년, 포터는 당시 BHP의 총책임자였던 델프라트를 특허 침해로 고소했다. 그는 유용성 문제로 패소했는데, 델프라트가 공정에서 기포를 생성하기 위해 황산을 사용한 자신의 공정이 염석고를 사용한 델프라트의 공정만큼 유용하지 않다고 주장했기 때문이다. 그럼에도 불구하고, 소송이 끝난 후 BHP는 부유선광 공정에 황산을 사용하기 시작했다.
1902년, 프롬먼트는 포터-델프라트 공정을 수정하여 오일과 기체 부유선광을 결합했다. 20세기 첫 10년 동안, 브로큰힐은 서로에게서 배우고 이러한 첫 성공을 바탕으로 거품 부유선광 공정을 완성하는 데 많은 기술자들이 혁신의 중심이 되었다.
또 다른 공정은 1902년 아서 C. 캐터몰에 의해 개발되었는데, 그는 펄프를 소량의 오일로 유화시키고, 격렬한 교반을 가한 다음, 느린 교반을 통해 목표 광물을 응집시켜 중력으로 펄프에서 분리되는 덩어리를 만들었다. 1903년 영국에서 캐터몰 특허를 인수하기 위해 설립된 Minerals Separation Ltd.는 이 특허가 성공적이지 못하다는 것을 발견했다. 직원 야금학자들은 다른 발견들을 계속 테스트하고 결합하여 1905년에 회사 임원과 특허권자의 이름을 따서 설먼-피카드-발로트 공정이라고 불리는 자신들의 공정을 특허받았다. 이 공정은 그 해 브로큰힐의 중앙 블록 공장에서 성공적으로 입증되었다. 그들의 "교반 거품 부유선광" 공정에서 중요한 점은 1% 미만의 오일 사용과 작은 기포를 생성하는 교반 단계로, 이는 금속을 포집하고 표면에서 거품으로 떠오르게 하는 더 넓은 표면적을 제공했다. 레슬리 브래드포드는 포트피리에서, 그리고 윌리엄 파이퍼, 허버트 젭 경 및 오귀스트 드 바베이는 유용한 작업을 수행했다.
미네랄스 세퍼레이션은 또한 부유선광 공정에 대한 잠재적 충돌 권리의 소유권을 통합하기 위해 다른 특허를 매입했다. 단, 엘모어 특허는 제외했다. 1910년, 아연 회사(Zinc Corporation)가 브로큰힐 공장에서 엘모어 공정을 미네랄스 세퍼레이션(설먼-피카드-발로트) 거품 부유선광 공정으로 대체했을 때, 다른 공정 경쟁자들에 대한 미네랄스 세퍼레이션의 우위가 확고해졌다. 헨리 리빙스턴 설먼은 나중에 (영국) 광업야금학회 회장으로 선출되어 동료들로부터 인정을 받았으며, 동 학회로부터 금메달을 수상했다.

### 20세기
미국에서의 발전은 그다지 두드러지지 않았다. 1904년 이후 버터스 등의 실패에 이어 스코틀랜드인 스탠리 매퀸스턴의 공정(표면 장력 기반 방식)이 네바다와 아이다호에서 어느 정도 성공을 거두며 개발되었지만, 슬라임이 존재하면 작동하지 않는 큰 결점이 있었다. 덴버의 헨리 E. 우드는 1907년 같은 방식으로 부유선광 공정을 개발하여 1911년에 특허를 받았고, 몰리브데넘 광석에 어느 정도 성공을 거두었다. 그러나 대부분의 경우, 이러한 시도들은 미미한 성공이라고밖에 할 수 없는 고립된 시도들이었다.
1911년, 미네랄스 세퍼레이션의 전 직원이었던 제임스 M. 하이드는 미네랄스 세퍼레이션 공정을 수정하여 몬태나주 베이신의 버트 & 수페리어 공장에 시험 플랜트를 설치했는데, 이는 미국 내 최초의 그러한 시설이었다. 1912년 그는 아메리카 최초의 대규모 부유선광 플랜트인 몬태나주 버트의 버트 & 수페리어 아연 공장을 설계했다. 샌프란시스코에 사무실을 설립한 미네랄스 세퍼레이션은 하이드와 버트 & 수페리어 회사를 상대로 특허 침해 소송을 제기했으며, 두 소송 모두 결국 미 연방 대법원에서 승소했다. 버트 & 수페리어를 통제하던 대니얼 코원 잭링과 그의 파트너들은 또한 미네랄스 세퍼레이션 특허를 반박하고 10년 이상 지속된 법적 싸움에 자금을 지원했다. 그들은 – 유타 구리(케네콧), 네바다 콘솔리데이티드, 치노 구리, 레이 콘 및 기타 잭링 회사들 – 결국 1922년에 미네랄스 세퍼레이션 공정 사용 라이선스에 대해 상당한 수수료를 지불하며 합의했다. 분쟁의 한 가지 불행한 결과는 한 세대 동안 광업 엔지니어링 커뮤니티 간의 전문적인 분열이었다.
1913년, 미네랄스 세퍼레이션은 애리조나주 마이애미에 있는 인스퍼레이션 구리 회사에 시험 플랜트 건설 비용을 지불했다. 샌프란시스코 사무소장인 에드워드 너터의 지휘 아래 건설된 이 플랜트는 성공을 거두었다. 인스퍼레이션의 엔지니어 L. D. 리케츠는 중력 농축 공장을 헐고 미네랄스 세퍼레이션 공정으로 대체했는데, 이는 미국 구리 광산에서 이 공정을 처음으로 대규모로 사용한 사례였다. 인스퍼레이션 주식의 주요 보유자들은 버트의 위대한 아나콘다 광산을 통제하던 사람들이었다. 그들은 인스퍼레이션의 성공을 즉시 따라 1915-1916년 버트에 미네랄스 세퍼레이션 라이선스 공장을 건설했는데, 이는 미네랄스 세퍼레이션 특허 공정의 최종 수용에 대한 중요한 진술이었다.
유타주 솔트레이크시티의 제너럴 엔지니어링의 존 M. 캘로우는 기술 문헌과 버트 앤 수페리어 공장, 애리조나의 인스피레이션 구리 광산에서의 도입을 통해 부유선광을 추적하며 기계적 교반이 기존 기술의 단점임을 알아냈다. 압축 공기가 공급되는 다공성 벽돌과 기계적 교반 메커니즘을 도입한 캘로우는 1914년에 특허를 신청했다(일부는 잭링의 지지자였던 캘로우가 자신의 셀을 미네랄스 세퍼레이션에 로열티를 지불하지 않기 위한 수단으로 발명했다고 주장하며, 결국 그의 셀을 사용하는 회사들은 법원의 명령으로 로열티를 지불하게 되었다). 공압 부유선광으로 알려진 이 방법은 미네랄스 세퍼레이션의 부유선광 농축 공정에 대한 대안으로 인정받았다. 미국 광업 기술자 학회는 캘로우에게 1926년 부유선광 분야에 대한 그의 공헌으로 제임스 더글라스 금메달을 수여했다. 그 무렵, 부유선광 기술은 특히 크산틴산염 및 기타 시약 사용의 발견과 함께 변화하고 있었고, 이는 캘로우 셀과 그의 공정을 구식으로 만들었다.
몬태나 기술대학교의 앙투안 마르크 고딘 교수는 부유선광의 초기 시기를 기계적 단계로 정의했고, 1910년대 후반에는 화학적 단계로 진입했다고 보았다. 시약, 특히 미네랄스 세퍼레이션 화학자 코넬리우스 H. 켈러가 특허를 낸 크산틴산염 사용의 발견은 공정을 통한 광물 포획을 증가시키기보다는 일상적인 운영을 훨씬 더 쉽게 만들었다. 미네랄스 세퍼레이션의 초기 부유선광 특허는 1923년에 만료되었고, 화학 공정에 대한 새로운 특허는 1930년대까지 중요한 위치를 차지하게 했다. 이 기간 동안 회사는 또한 힙빙 실험실에서 철, 플로리다 실험실에서 인산염에 대한 부유선광 공정을 개발하고 특허를 받았다. 또 다른 빠른 부유선광 공정 혁신 단계는 1960년 이후에야 일어났다.
1960년대에는 거품 부유선광 기술이 재활용 종이의 탈묵에 적용되었다.
이 공정의 성공은 부유선광의 "발견자"를 자처하는 사람들의 수로 입증된다. 1961년, 미국 엔지니어들은 "부유선광 50년"을 축하하며 제임스 하이드와 그의 버트 앤 수페리어 공장을 기렸다. 1977년, 독일 엔지니어들은 1877년 베셀 형제의 특허를 바탕으로 "부유선광 100주년"을 기념했다. 유서 깊은 글라스디르 구리 광산 유적지는 엘모어 형제의 작업에 기반한 "부유선광의 발견지"로 투어를 홍보한다. 최근 저자들은 과학 분야 여성들을 기념하려는 관심 때문에 1885년 특허를 바탕으로 덴버의 캐리 에버슨을 이 공정의 어머니로 옹호한다. 이 목록에서 제외된 것은 적어도 미국과 호주 법원에서 거품 부유선광 특허에 대한 통제권과 거품 부유선광 발견자로서의 권리를 획득한 미네랄스 세퍼레이션의 엔지니어, 야금학자 및 화학자들이다. 그러나 역사가 마틴 린치는 다음과 같이 썼다. "미네랄스 세퍼레이션은 결국 [미국 대법원과 영국 상원에서] 소송에서 승리한 후, 광업계 많은 사람들의 진심 어린 증오를 얻었다."

### 이론
거품 부유선광의 효율성은 입자-기포 접촉, 입자-기포 부착, 펄프와 거품 사이의 운반, 그리고 제품 런더로의 거품 수집이라는 일련의 확률에 의해 결정된다. 일반적인 기계적으로 교반되는 셀에서 기포 부피 분율(즉, 공기 방울이 차지하는 부피)은 낮고(5~10퍼센트) 기포 크기는 일반적으로 1mm보다 크다. 이로 인해 계면 면적이 상대적으로 낮고 입자-기포 접촉 확률이 낮아진다. 결과적으로 입자 체류 시간을 늘려 입자-기포 접촉 확률을 높이기 위해 여러 개의 셀을 직렬로 연결해야 한다.

#### 선택적 흡착
거품 부유선광은 광물/물 슬러리에서 광물 표면에 공기 방울이 선택적으로 흡착되는 것에 달려 있다. 공기 방울은 고체, 액체 및 기체 상 간의 계면 에너지에 따라 더 소수성인 입자에 부착된다. 이 에너지는 영-뒤프레 방정식에 의해 결정된다.
{\displaystyle \gamma _{lv}\cos \theta =(\gamma _{sv}-\gamma _{sl})}
여기서:
- γlv는 액체/증기 계면의 표면 에너지
- γsv는 고체/증기 계면의 표면 에너지
- γsl는 고체/액체 계면의 표면 에너지
- θ는 접촉각, 증기, 고체, 액체 상의 접합점에서 형성되는 각도

분리 대상 광물은 집광제로 화학적으로 표면 개질되어 더 소수성을 띠게 할 수 있다. 집광제는 표면의 자연적인 소수성을 증가시켜 소수성 입자와 친수성 입자의 분리성을 높이는 일종의 계면활성제이다. 집광제는 화학적으로 광물에 화학흡착을 통해 결합하거나 물리흡착을 통해 표면에 흡착된다.

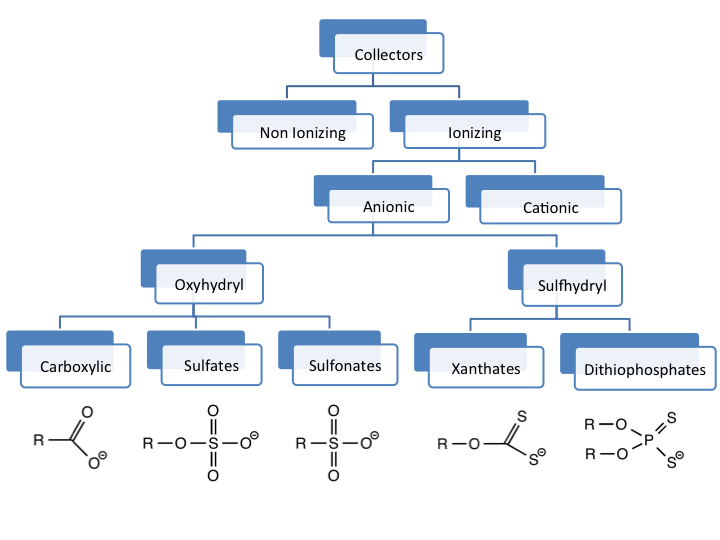
거품 부유선광에 사용되는 다양한 종류의 집광제 또는 계면활성제.

#### 기포-입자 상호작용에서의 분자간 힘 및 표면 힘

##### 충돌
미세 입자(50 - 80 μm)의 충돌률은 정확하게 모델링될 수 있지만, 부유선광 공정에서 흔히 사용되는 300 μm 크기의 입자에 대한 기포-입자 충돌을 정확하게 모델링하는 현재 이론은 없다.
미세 입자의 경우 스토크스의 법칙은 충돌 확률을 과소평가하고 표면 전하를 기반으로 하는 잠재 방정식은 충돌 확률을 과대평가하므로 중간 방정식을 사용한다.
이 단계는 삼상 시스템이 형성되는 흡착 단계에 선행하므로 시스템의 충돌 속도를 아는 것이 중요하다.

##### 흡착 (부착)
매체가 입자에 흡착되는 효율성은 두 재료 표면 간의 관계에 영향을 받는다. 화학적, 열역학적, 물리적 영역에서 흡착 효율성에 영향을 미치는 여러 요인이 있다. 이러한 요인에는 표면 에너지와 극성부터 입자의 모양, 크기, 거칠기까지 다양하다. 거품 부유선광에서 흡착은 표면 에너지의 강력한 결과이다. 작은 입자는 크기 대비 높은 표면적을 가지므로 흡착물과 인력을 형성하기 위한 더 높은 에너지 표면을 초래한다. 공기 방울은 원하는 광물에 선택적으로 부착되어 슬러리 표면으로 들어올려야 하며, 다른 광물은 습윤시켜 수성 슬러리 매체에 남겨두어야 한다.
물에 쉽게 젖는 입자를 친수성이라고 하고, 물에 쉽게 젖지 않는 입자를 소수성이라고 한다. 소수성 입자는 수성 매체에서 별도의 상을 형성하는 경향이 있다. 거품 부유선광에서 공기 방울이 입자에 부착되는 효율성은 입자가 얼마나 소수성인지에 따라 결정된다. 소수성 입자는 공기 방울에 친화력을 가지므로 흡착이 일어난다. 기포-입자 조합은 부력에 의해 거품 영역으로 올라간다.
기포가 입자에 부착되는 것은 영/뒤프레 방정식으로 모델링되는 고체, 액체 및 증기 상 사이의 계면 에너지에 의해 결정된다. 계면 에너지는 재료의 자연적인 구조를 기반으로 할 수 있으며, 화학적 처리 추가로 에너지 적합성을 향상시킬 수 있다.
집광제는 입자 표면을 개선하는 데 사용되는 주요 첨가제이다. 이들은 계면활성제로 작용하여 관심 입자와 슬러리를 통해 상승하는 기포 사이의 흡착을 선택적으로 분리하고 돕는다. 부유선광에 사용되는 일반적인 집광제는 음이온성 황 리간드로, 금속과 인력을 공유하는 이온 부분과 긴 탄화수소 사슬과 같은 소수성 부분으로 이루어진 이중 기능 구조를 가지고 있다. 이 집광제는 입자 표면을 비극성 물질의 단층으로 코팅하여 흡착된 입자의 물에 대한 용해도를 감소시켜 수성 상으로부터의 분리를 돕는다. 흡착된 리간드는 입자 주위에 미셀을 형성하고 작은 입자 콜로이드를 형성하여 안정성과 상 분리를 더욱 향상시킬 수 있다.

##### 탈착
입자가 기포에 흡착되는 것은 광물을 슬러리로부터 분리하는 데 필수적이지만, 광물은 집광제, 거품제 및 변조제와 같이 분리에 사용된 첨가물로부터 정화되어야 한다. 세척 또는 탈착 공정의 산물은 세정 농축물로 알려져 있다.
입자와 기포의 분리는 전단력에 의해 유도되는 흡착 결합의 절단을 필요로 한다. 부유선광조 유형에 따라 전단력은 다양한 기계 시스템에 의해 가해진다. 가장 일반적인 것 중에는 임펠러와 믹서가 있다. 일부 시스템은 이러한 구성 요소들을 여러 부유선광 메커니즘에 참여할 수 있는 핵심 위치에 배치하여 기능을 결합한다. 세척조는 또한 중력을 이용하여 분리 효율을 향상시킨다.
탈착 자체는 화합물이 화학적 결합 없이 물리적으로 서로 부착되어 있는 화학 현상이다.

#### 성능 계산

##### 관련 방정식
거품 부유선광 공정의 집합 효율을 설명하는 데 사용되는 일반적인 양은 부유선광 회수율({\displaystyle R})이다. 이 양은 입자와 기체 부유선광 기포의 충돌 및 부착 확률을 포함한다.
{\displaystyle R={\frac {N_{c}}{\left({\tfrac {\pi }{4}}\right)\left(d_{p}+d_{b}\right)^{2}Hc}}}
여기서:
- {\displaystyle N_{c}=PN_{c}^{i}}, 이는 입자가 수집될 확률({\displaystyle P})과 가능한 입자 충돌 수({\displaystyle N_{c}^{i}})의 곱이다.
- {\displaystyle d_{p}}는 입자 직경
- {\displaystyle d_{b}}는 기포 직경
- {\displaystyle H}는 회수율이 계산된 부유선광 내의 특정 높이
- {\displaystyle c}는 입자 농도

다음은 거품 부유선광 공정의 효율성을 평가하는 데 자주 사용되는 몇 가지 추가 수학적 방법이다. 이 방정식들은 공정의 투입물과 산출물의 양에만 기반하므로 부유선광 회수율 계산보다 간단하다.
다음 방정식에 대해:
- {\displaystyle F}는 투입물의 중량 백분율
- {\displaystyle C}는 농축물의 중량 백분율
- {\displaystyle T}는 광미의 중량 백분율
- {\displaystyle c}, {\displaystyle t}, {\displaystyle f}는 각각 농축물, 광미 및 투입물의 야금학적 분석

투입물 중량 대비 농축물 중량 비율 {\displaystyle {\tfrac {F}{C}}} (단위 없음)
{\displaystyle {\frac {F}{C}}={\frac {c-t}{f-t}}}
회수된 금속의 백분율 ({\displaystyle \mathrm {X} _{R}}) (중량%)
{\displaystyle \mathrm {X} _{R}=100\left({\frac {c}{f}}\right)\left({\frac {f-t}{c-t}}\right)}
손실된 금속의 백분율 ({\displaystyle \mathrm {X} _{L}}) (중량%)
{\displaystyle \mathrm {X} _{L}=100-\mathrm {X} _{R}}
회수된 중량의 백분율 {\displaystyle \left(\mathrm {X} _{W}\right)} (중량%)
{\displaystyle \mathrm {X} _{W}=100\left({\frac {C}{F}}\right)=100{\frac {f-t}{c-t}}}

거품 부유선광에서 볼 수 있는 등급-회수 관계의 예시. 곡선의 변화는 부유선광 효율성의 변화를 나타낸다.

이것은 중량과 분석치를 사용하여 {\displaystyle {\frac {Cc}{Ff}}*100}으로 계산할 수 있다. 또는 {\displaystyle {\frac {C}{F}}={\frac {f-t}{c-t}}}이므로, 회수된 금속의 백분율({\displaystyle \mathrm {X} _{R}})은 분석치만 사용하여 {\displaystyle \mathrm {X} _{R}=100\left({\frac {c}{f}}\right)\left({\frac {f-t}{c-t}}\right)}으로 계산할 수 있다.
손실된 금속의 백분율은 회수된 금속의 백분율과 반대이며, 광미로 손실된 물질을 나타낸다.

## 같이 보기
- 탈묵
- 용존 공기 부유선광 (DAF)
- 플록 형성
- 폐수 처리 기술 목록

## 추가 자료
- Froth Flotation: A Century of Innovation, by Maurice C. Fuerstenau et al. 2007, SME, 891 pp. ISBN 978-0873352529. Google Books preview
- D N Nihill, C M Stewart and P Bowen, "The McArthur River mine—the first years of operation," in: AusIMM ’98 – The Mining Cycle, Mount Isa, 19–23 April 1998 (The Australasian Institute of Mining and Metallurgy: Melbourne, 1998), 73–82.
- E V Manlapig, C Green, J W Parkinson and A S Murphy, "The technology and economic incentives for recovering coal from tailings impoundments," SME Annual Meeting, Denver, Colorado, 26–28 February 2001, Preprint 01-70 (Society of Mining, Metallurgy and Exploration: Littleton, Colorado, 2001).